# موزه کومو
موزه کومو (استونیایی: Kumu Kunstimuuseum) موزه‌ای هنری در تالین، استونی است.
این موزه که بخشی از موزه هنر استونی است در سال ۲۰۰۶ تأسیس شده و بزرگترین موزه در این کشور و از بزرگترین موزه‌ها در اروپای شمالی محسوب می‌شود. موزه کومو شامل آثار مشاغل ۱۹۴۰–۱۹۹۱ میلادی و همچنین تابلوهای نقاشی در سبک واقع‌گرایی سوسیالیستی، هنر نوگرا و هنر معاصر است.

## آثار
- Eve after Falling into Sin (۱۸۸۳), اثر Johann Köler (۱۸۲۶–۱۸۹۹)
- A Landscape with a Fence (۱۹۰۶–۱۹۱۱),
اثر پل راود (۱۸۶۵–۱۹۳۰)
- Norwegian Landscape (۱۹۰۸–۱۹۱۰),
اثر Konrad Mägi (۱۸۷۸–۱۹۲۵)
- The Ship's Last Sigh (۱۸۹۹), اثر آماندوس آدامسون (۱۸۵۵–۱۹۲۹)